# Half-Life
Half-Life (graficky znázorněno jako HλLF-LIFE) je akční počítačová hra ve stylu sci-fi FPS, vyvinutá firmou Valve Corporation. První vydání hry společností Sierra Studios v roce 1998 bylo určené pro PC s operačním systémem Microsoft Windows. Hra byla později vydána také pro herní konzole PlayStation 2 a v lednu 2013 pro operační systémy Linux a Mac OS X. Herní engine hry pro Windows se nazývá GoldSource a je založen na engine hry Quake od společnosti id Software, jenž byl ale pro hru Half-Life velmi upravený a navíc používal i části kódu v tu dobu novějšího engine id Tech 2 pro hru Quake 2.
Hra získala mnohá ocenění od herních kritiků i samotných hráčů a byla mnohými herními časopisy po celém světě vyhlášena jako akční hra roku či dokonce nejlepší hra všech dob. Ke dni 16. listopadu 2004 bylo prodáno osm milionů kopií a v prosinci 2008 to bylo už 9,3 milionu kopií.
V roce 2004 byl vydán druhý díl Half-Life 2, který navazoval na příběh první části hry. Celá herní série se stala velmi populární a vznikly stovky modifikací. Mezi ty oficiálně vydané patří Half-Life: Opposing Force, Half-Life: Blue Shift, Counter-Strike, Team Fortress Classic.

## Děj

Logo společnosti Black Mesa

Děj se odehrává někdy mezi lety 1998 až 1999 v pouštích Nového Mexika ve výzkumném komplexu Black Mesa, který se v mnoha ohledech velmi podobá skutečnému výzkumnému centru Los Alamos a oblasti 51. Hlavní postavou hry je Gordon Freeman, sedmadvacetiletý teoretický fyzik, absolvent MIT. Freeman je povolán jako experimentátor k pokusu pro vytvoření teleportu pomocí nalezeného mimozemského krystalu. Tento pokus se ale vymkne kontrole, zničí velkou část Black Mesa a zabije mnoho lidí. Výsledkem nepovedeného pokusu je tzv. rezonanční kaskáda (fiktivní jev) a po celé Zemi jsou vytvořeny teleporty, kterými se ale nekontrolovatelně přemisťují mimozemské bytosti z dimenze Xen. Freeman, jako jeden z přeživších, se musí pomocí palných zbraní, energetických zbraní nebo páčidla dostat přes radiací zamořené komplexy Black Mesa a otevřené vojenské prostory do dimenze Xen a zničit Nihilantha – mozek mimozemské armády nepřátelských organismů. Ve hře čas od času uvidí tajemného muže v obleku – G-Mana. Ten udělá v závěru hry Gordonovi zajímavou nabídku.

## Postavy

### Spojenci
- Ph. D. Gordon Freeman – Hlavní hrdina série, sedmadvacetiletý fyzik (v prvním díle). Pracoval ve vědeckém výzkumném zařízení zvaném Black Mesa Research Facility, v laboratořích anomálních materiálů. Při spuštění rezonanční kaskády došlo k chybě a Black Mesa byla zaplavena mimozemšťany z planety Xen. Gordon se v prvním díle probojoval až na Xen, kde zabil vůdce mimozemšťanů Nihilantha a byl „najat“ G-manem.
- G-Man – Muž ve středních letech v obleku s kufříkem v ruce. Nejzáhadnější postava celého Half-Life. Přesně se neví, zda pracuje pro vládu, mimozemšťany, či sleduje své cíle. Na konci prvního dílu říká, že kvůli Gordonovým velice dobrým výsledkům „jim ho doporučil“. Koho myslí tím „jim“ není známo, ani druhý díl toho příliš mnoho neprozradil. Ví se o něm, že nějakými teleporty je schopen přenést se v čase i prostoru a dost pravděpodobně to není člověk v pravém slova smyslu. Bližší informace o něm jsou stále spíše otázkou spekulací.
- Barney Calhoun – Člen ochranky v Black Mesa a Gordonův přítel. Je zmíněn na začátku hry. Objevil se na začátku hry, ale větší roli měl až v Half-Life 2. V datadisku Half-Life: Blue Shift je hlavním hrdinou a hráčovým avatarem.
- Eli Vance – Jeden z vědců pracujících při osudovém experimentu. Na začátku hry vedl krátký dialog s Gordonem. Více se objevil v druhém díle.
- Dr. Isaac Kleiner – Další z vědců pracujících na neslavném experimentu. Stejně jako Vance na začátku hry vedl dialog s Gordonem a více se objevil v až dalším díle.
- Wallace Breen (Pouze se o něm zmiňují vědci, že je administrátor, poprvé se objevil v Half-Life 2.)
- Vědci – Vědátoři se pohybují po celém prostoru Black Mesa. Hráč jim může dát dva jednoduché příkazy typu: „Zůstaň tady!“ a „Pojď se mnou!“. Jednou za určitý čas mohou dát Gordonovi injekci, která doplní zdraví.
- Bezpečnostní stráže – Ochranka v Black Mesa. Mají u sebe pistoli, kterou mohou zneškodnit nepřítele. Hráč jim může dát dva stejné příkazy jako vědcům.

### Nepřátelé
- Alien Controller
- Alien Grunt
- Alien Slave (později známý jako Vortigaunt)
- Barnacle
- Bullsquid
- Gargantua
- Gonarch – Obří headcrab rodící malé,mladé headcraby
- Headcrab – Stvoření podobné krabu nebo pavouku (může připomínat i pečené kuře). Lidským obětem se přisaje na hlavu a po krátké době se nabourá do nervového systému. Tím je později dokáže ovládat, vzniká tak zombie. Hlavní nebezpečí je v tom, že skáče po hlavě a kouše.
- Baby Headcrab – Mladý headcrab, může pouze kousat
- Houndeye – Jedná se o stvoření podobné psu se třema nohama a jedním obřím hmyzím okem v přední části. Na spodní části se nacházejí ústa sloužící k příjmu potravy. Útok tohoto stvoření tvoří sonická vlna znázorněna jako barevný kruh. Pokud na vás utočí osamocený Houndeye, není zas tak nebezpečný, jelikož nabíjení sonického útoku trvá delší dobu, ale více členů může vyvolat silnější útok, jehož kruh je také odlišen jinou barvou. Během vývoje hry se Houdeye měli stát přátelskými stvořeními, od toho však bylo upuštěno, když je betatesteři začali zabíjet na potkání.
- Ichthyosaur
- Leech
- Nihilanth – Hlavní mozek celé invaze mimozemšťanů.
- Tentacle
- Zombie – Oběť headcraba, který ji potom dále ovládá.

### Hazardous Environment Combat Unit (HECU)
- HECU vojáci
- HECU vehicles
- Sentry Guns

### Black Ops
- Female Black Ops

## Zbraně
K dispozici je 14 zbraní:
- Páčidlo
- Glock 17
- 0,357 Magnum
- MP5
- Spas-12
- Crossbow
- Hivehand
- RPG
- Tau Cannon
- Gluon Gun
- MK 2 Grenade
- Laser Tripmine
- Satchel Sarge
- Snarks

## Příjem
- Hra získala přes 50 ocenění. Je považována za jednu z největších[ujasnit] her všech dob.
- Do listopadu 2008 se prodalo 9,3 milionu kopií.

## Porty
- Hra byla portována na PlayStation 2.
- Verze pro Sega Dreamcast a Apple Macintosh byla dokončena, ale ne vypuštěna.

## Datadisky
Ke hře vyšly tři datadisky:
- Half-Life: Opposing Force
- Half-Life: Blue Shift
- Half-Life: Decay (pouze pro PlayStation 2)

## Zajímavosti
- V německé verzi Half-Life se objevují místo HECU vojáků roboti, místo krve jim teče ropa. Pokud se hráč pokusí zabít přátelské lidské NPC (členové ochranky, vědci) sednou si na zem a začnou třást hlavou, žádnou krev neprolijí.
- Half-Life série čerpá inspiraci z různých adaptací H. G. Wellse Válka Světů.
- Half-Life drží rekord nejprodávanější střílečka všech dob.
- Prodej hry Half-Life byl v Singapuru v roce 2000 zakázán kvůli násilí.